# Саєд Джаффар (хокеїст на траві)
Саєд Джаффар (1911 — 21 березня 1937) — індійський хокеїст на траві.
Олімпійський чемпіон 1932, 1936 років.